# Xylocopa caloptera
Xylocopa caloptera är en biart som beskrevs av Pérez 1901. Xylocopa caloptera ingår i släktet snickarbin, och familjen långtungebin. Inga underarter finns listade i Catalogue of Life.